# Lillasyster
A Lillasyster egy svéd együttes, amely 2006-ban Göteborgban alakult. A debütáló albumukat 2007 májusában adták ki Hjärndöd musik för en hjärndöd generation (Agyhalott zene egy agyhalott generációnak) néven.

## Története
A Lillasyster nevű svéd együttes 2006-ban alakult Göteborgban. A zenekar első kislemezét „Berätta det för Lina”(Mondd el ezt Linának) néven 2007. február 28-án adta ki. A zenekar debütáló albumát a Hjärndöd musik för en hjärndöd generation (Agyhalott zene egy agyhalott generációnak) 2007. május 9-én adták ki. Ugyanennek az évnek októberében megjelent Rihanna Umbrella című számának feldolgozása, amivel november 3-án a számlisták első helyére kerültek. 
A zenekart eredetileg Rallypacknak nevezték és dalaikat angol nyelven írták, de mikor elkezdtek svéd nyelven dalokat írni, nevüket Lillasysterre változtatták. Az alapító tagok Martin Westerstrand és Daniel Cordero az egykori svéd hard rock zenekarnak, a Loknak a tagjai voltak.
2009 áprilisában a zenekar lemezkiadót váltott, a Hagenburg Management helyett a Gain Music Entertainment adta ki albumaikat.
2009 májusában kiadták második stúdióalbumukat „Dät här är inte musik, det här är kärlek”(Ez nem zene, ez szerelem) Az első kislemez az albumról az Andreas, ami még ebben az évben áprilisban jelent meg, és a Red efter red volt.
2010 novemberében Daniel Cordero bejelentette, hogy elhagyja a zenekart, mert több időt szeretne tölteni a családjával.
2011-ben a zenekar felvette a Till Scandanivium című dalt, melyet kifejezetten a Frölunda HC jégkorong csapat számára írtak, és amit a csapat jégre lépésekor játszottak. Az énekest, Martin Westerstrandot érte a megtiszteltetés, hogy a svéd himnuszt elénekelje a Frölunda Luleå elleni mérkőzésén.
2011-ben kiadták a Så jävla bra című kislemezt a hamarosan megjelenő albumukról.
2012. január 25-én megjelent 3 néven kiadott új albumuk. Ez az album már új basszusgitárosuk Andy Oh My God (Andreas Bladini) közreműködésével készült, és ez volt az első album, amit már a Ninetone Records adott ki. A második kislemez az albumról Motley Crew volt.

## Tagok
- Martin Westerstrand - Ének
- Max Flövik - Gitár
- Andy OhMyGod - Basszusgitár
- Ian-Paolo Lira - Dobok

## További közreműködők
- Thomas Silver - Gitár

Daniel Cordero kilépett a zenekarból 2011-ben és Andy OhMyGod vette át a helyét.

## Diszkográfia
| Cím                                       | Típus          | Megjelenés dátuma | Kiadó                    |
| Sod Off, God! We Believe in Our Rockband  | stúdióalbum    | 2004              | Sony Music               |
| Hjärndöd musik för en hjärndöd generation | stúdióalbum    | 2007              | Hagenburg Management     |
| Det här är inte musik, det här är kärlek  | stúdióalbum    | 2009              | Gain Music Entertainment |
| Hjärndöd kärlek                           | stúdióalbum    | 2010              | Gain Music Entertainment |
| 3                                         | stúdióalbum    | 2012              | Ninetone Records         |
| Hjärndöd kärlek                           | válogatásalbum | 2010              | Gain Music Entertainment |
| Berätta det för Lina                      | kislemez       | 2007              | Hagenburg Management     |
| Rad efter Rad                             | kislemez       | 2009              | Gain Music Entertainment |
| Jag Är Här Nu                             | kislemez       | 2009              | Gain Music Entertainment |
| Så jävla bra                              | kislemez       | 2011              | Gain Music Entertainment |

## Videók
- "Berätta det för Lina" (2007)
- "Umbrella (song)|Umbrella ella ella" (Rihanna cover) (2007)

## Fordítás
- Ez a szócikk részben vagy egészben a Lillasyster (musikgrupp) című svéd Wikipédia-szócikk ezen változatának fordításán alapul.  Az eredeti cikk szerkesztőit annak laptörténete sorolja fel. Ez a jelzés csupán a megfogalmazás eredetét és a szerzői jogokat jelzi, nem szolgál a cikkben szereplő információk forrásmegjelöléseként.
- Ez a szócikk részben vagy egészben a Lillasyster című angol Wikipédia-szócikk ezen változatának fordításán alapul.  Az eredeti cikk szerkesztőit annak laptörténete sorolja fel. Ez a jelzés csupán a megfogalmazás eredetét és a szerzői jogokat jelzi, nem szolgál a cikkben szereplő információk forrásmegjelöléseként.

## Külső hivatkozások
- Hivatalos oldal
- Hivatalos MySpace
- Lillasyster Hivatalos Facebook-oldal